# Pedro Laurentino
Pedro Laurentino es un municipio brasileño del estado del Piauí. Tiene una población estimada, en 2021, de 2551 habitantes.
Se localiza a una latitud 08º04'06" sur y a una longitud 42º17'06" oeste, a una altitud de 200 metros.